# Tommy Burns (Fußballspieler)
Thomas „Tommy“ Burns  (* 16. Dezember 1956 in Glasgow, Schottland; † 15. Mai 2008 ebenda) war ein schottischer Fußballspieler und Trainer.

## Karriere

### Karriere als Fußballspieler
Burns wurde 1973 von Celtic Glasgow verpflichtet. Zuvor hatte er beim Amateurverein Maryhill FC gespielt. Er debütierte für Celtic im Spiel gegen Dundee United am 19. April 1975. Er war ein Bestandteil des Teams, das 1988 Meisterschaft und Pokal gewann. 1989 wechselte er zum FC Kilmarnock.

### Karriere als Trainer
Von 1992 bis 1999 trainierte er den FC Kilmarnock, Celtic Glasgow und den FC Reading. Mit Celtic gewann er 1995 den schottischen Pokal.

## Erfolge
Als Spieler:
- Schottische Meisterschaft: 1977, 1979, 1981, 1982, 1986, 1988
- Scottish FA Cup: 1977, 1980, 1985, 1988, 1989
- Scottish League Cup: 1983

Als Trainer:
- Scottish FA Cup: 1995

## Krankheit und Tod
Im Jahre 2006 unterzog sich Burns einer Hautkrebsbehandlung. Am 15. Mai 2008 erlag er dem Krebsleiden in Glasgow.